# 西藏旅游

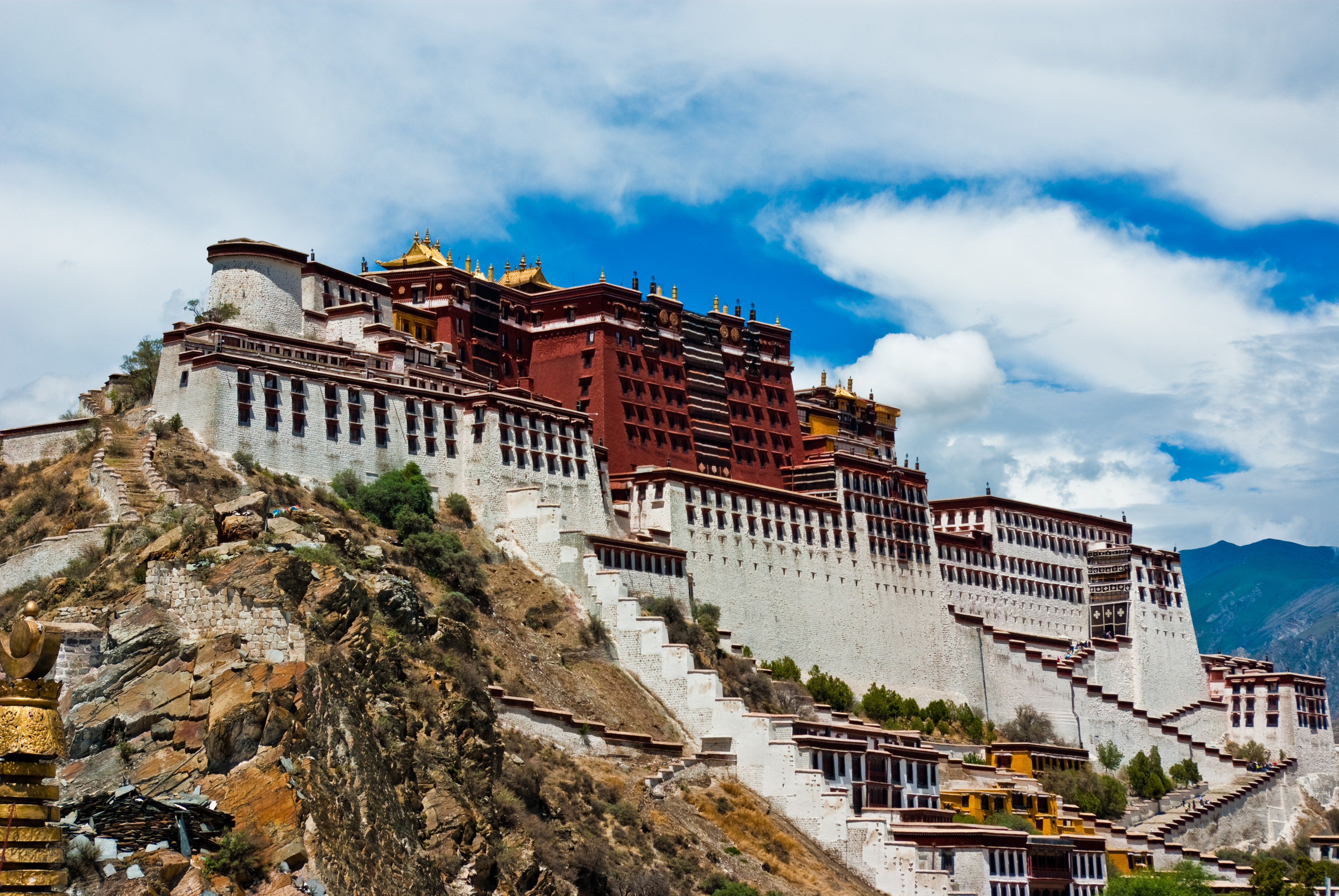
位於西藏首府拉薩的布達拉宮

西藏旅游资源丰富，其自然和人文景观得天独厚。近年来，旅游业已成为西藏发展战略之一。2015年西藏累计接待游客突破2000万人次，全年旅游总收入达280亿元，占全区生产总值25％以上，对西藏经济增长的贡献率超过20%。但同时，西藏旅游资源也很脆弱，随着大量游客涌入西藏，西藏的民族文化、风俗习惯亦受到影响和冲击。故現時亦提倡在开发旅游资源的同时，注意對本地風土習俗的保护。

## 产业发展
在2006年7月青藏鐵路完工之后，西藏旅遊業规模迅速擴大。2006年，西藏共接待了250多萬遊客，其中包括15萬外國人。2007年，這一數字上升到約400萬人次。但由于2008年西藏骚乱，旅遊區在3月到6月间關閉，该年接待人数下降到225万人。
2009年一月到六月间，有超过270万游客到访了西藏，为2008年同期人数的三倍，为当地提供了22.9亿元的收入。2010年，西藏共接待了685万国内外游客，旅游收入为71.4亿元，占其GDP的14%。2012年1月到11月，西藏创纪录的接待了1000万游客，超过了2011年的869万。2015年游客人数首次突破2000万人次。预计到2020年，西藏年接待游客将突破3000万人次，年旅游总收入突破550亿元。

## 旅游资源

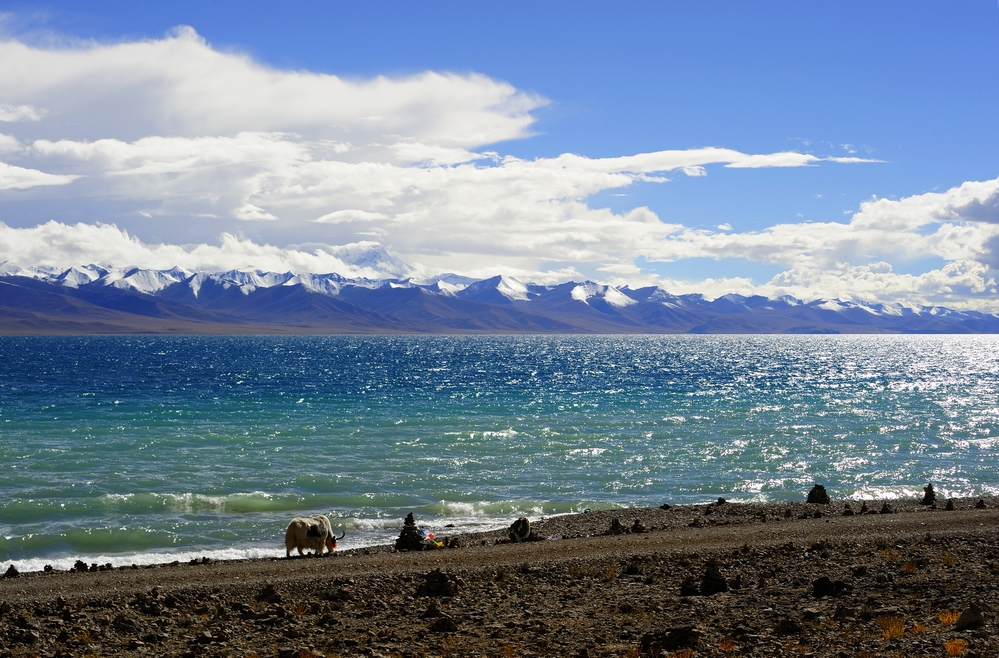
纳木措为西藏第二大的湖泊。

### 自然景观

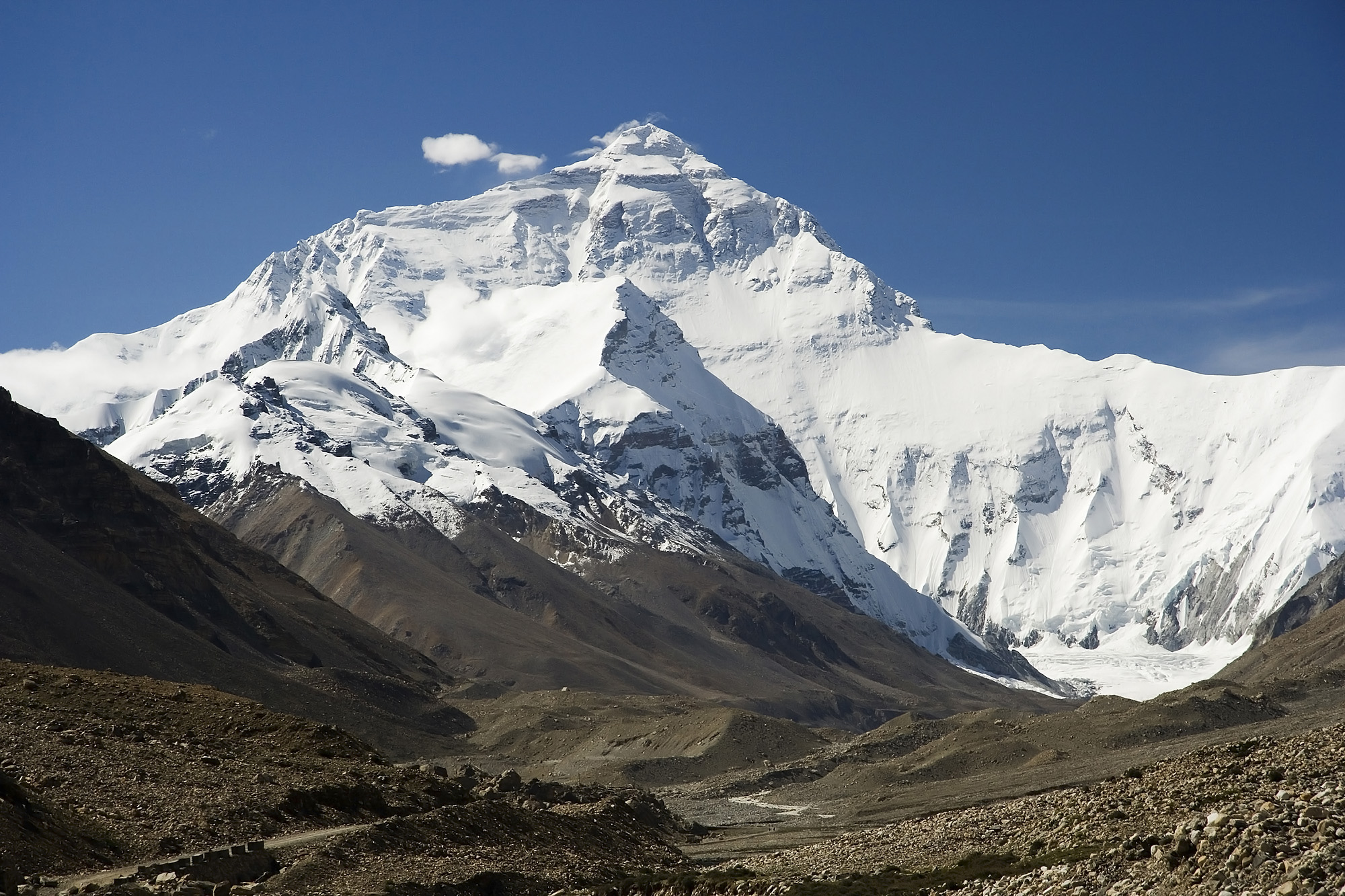
珠穆朗玛峰北坡

西藏的自然景观分三类：藏东温湿高山峡谷、藏南与藏西的高山山区和半干旱河谷、藏北与藏西北高寒的高原荒漠与草甸。由于西藏所在的青藏高原是一系列山系、高原、宽谷和湖盆的组合体，四周是喜马拉雅山脉、冈底斯山脉、唐古拉山脉和昆仑山脉，地形地貌多种多样。

### 人文景观
西藏的人文景观包括藏民的居住与生存方式、民族风情、寺庙文化等。第三次全国文物普查结果表明，西藏现有不可移动文物点4277处。西藏历史文化名城有拉萨、日喀则、江孜。景点有布达拉宫、大昭寺、罗布林卡、扎什伦布寺、喜马拉雅山（珠穆朗玛峰）、納木錯、羊卓雍錯、羊八井（包括溫泉與冰川）等。其中位于拉萨市中心的布达拉宫，于1994年成为联合国教科文组织世界文化遗产，是西藏最著名的文物古迹和旅游景点。为了尽量减少游客对布达拉宫土木结构建筑的人为损害，布达拉宫会限制参观人数和时间。因此旅游旺季时，参观布达拉宫常会出现门票“一票难求”的情况。

### 节日庆典
西藏各地举行一系列旅游节庆活动，吸引大批游客进藏。其中许多节日有浓厚的宗教色彩。从藏历新年到春季的林芝桃花节，夏季的山南雅砻文化节、日喀则珠峰文化节和拉萨雪顿节，再到西藏旅游文化博览会，节庆旅游已成为西藏旅游业发展的助推器。其中藏历新年是西藏最重要的节日；而雪顿节则在藏历每年六月十五日至七月三十日举行，期间有规模盛大的晒佛仪式和隆重热烈的藏戏演出。此外还有默朗木祈愿大法会、默朗木小会、望果节、插箭节、沐浴节、腊月布拉达跳神大会等众多节会。

## 旅遊手續

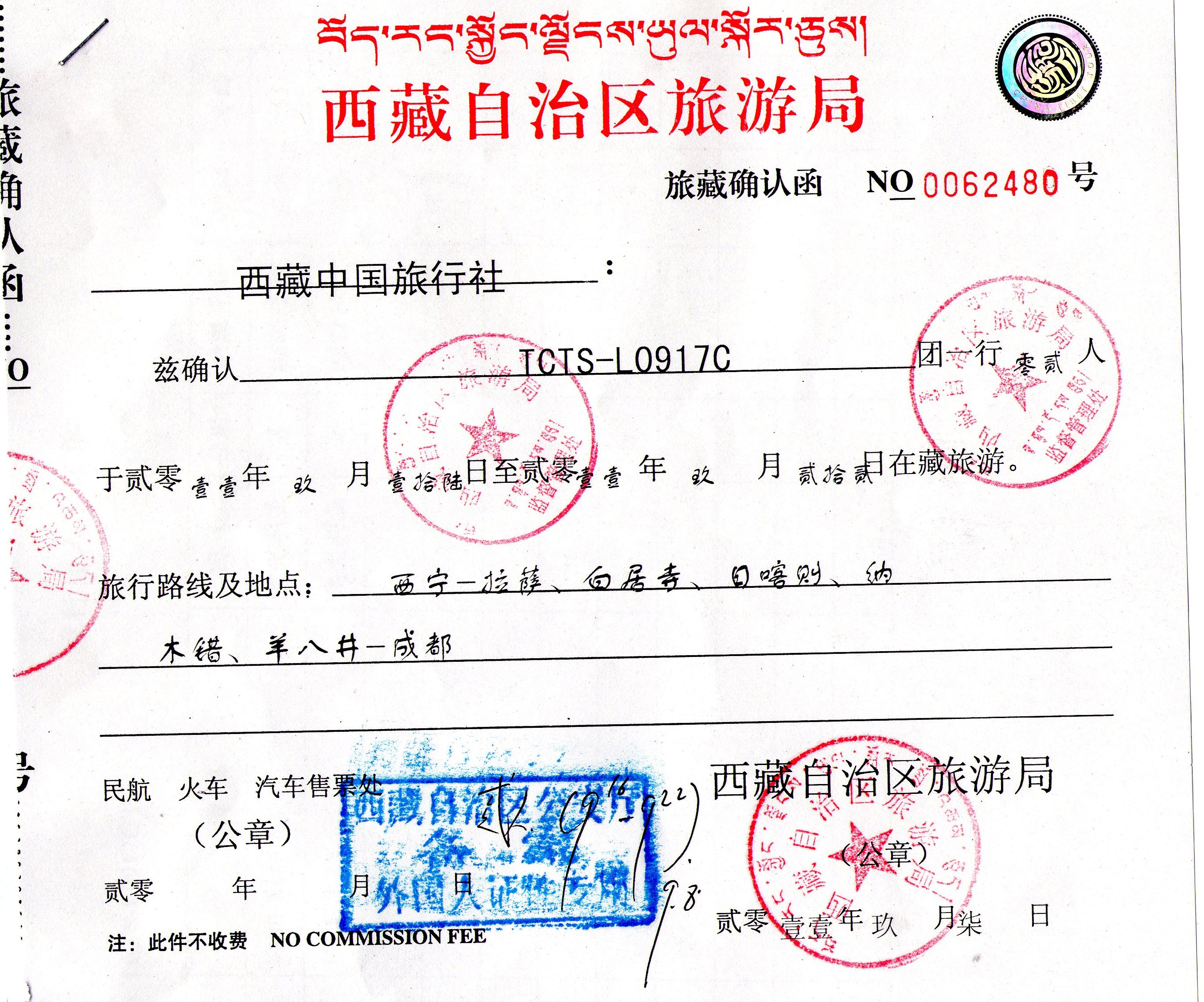
外国人入藏函一例

- 中国大陆居民前往西藏旅遊時，凭身份证即可进入西藏，但年滿16周歲要前往珠穆朗瑪峰等國境地區時需要持有有效的邊防證[19]。
- 非持中华人民共和国护照或身份證人士的要求
  - 香港和澳门人士可持回鄉卡直接進入西藏。
  - 來自外国人士在进藏旅游前，除了需要申请中華人民共和國簽證（持免签护照者除外）外，还需要通過旅行社办理由西藏旅游局签发的“外国人入藏旅游批准函”（简称入藏函）。
  - 來自台湾的人士在进藏旅游前，除了需要持有台胞证外，还需要通過旅行社办理由西藏台湾事务办公室签发的“台湾同胞进藏批准函”（简称入藏函）。
  - 持非旅遊簽證的境外人士不能以旅游者身份进入西藏，持商務簽證者或學習簽證等的境外人士需要出具西藏當地相關單位提供的證明，而持記者簽證或公務簽證者必須通過中國的外事部門進行聯繫。[20]
- 境外旅行者在进藏的机场、火车站以及公路检查点会被查验入藏函，進藏後交由團隊導遊保管。旅行結束後入藏函會由旅行社統一交還西藏自治區旅遊局存檔，且任何入藏函均不被允許帶離西藏[20]。
- 境外人士如果需要前往边境地區時，則還需要憑入藏函申請邊境地區旅行證（外國人）或邊防證（台灣人）。这是因为西藏位於與印度、巴基斯坦等其他國家的交界，因此邊防活動的敏感區域较多。

這是根據中國國家旅遊局規定，由於西藏多位於高原山脈環境，地區面積廣大，為了特殊的民族傳統、文化古蹟和生態環境保護的需要，同時也因西藏的交通狀況和旅遊服務設施的接待能力有限，在確保遊藏遊客秩序安全與醫療資源的條件下，制定了不同的旅遊政策，例如境外遊客不允許進藏自行旅遊，必須有組織、有計劃地組團旅遊。打算進藏的旅行者則可在西藏自治區旅遊局設在北京、上海、成都、格爾木四地的辦事機構辦理相關手續，或委托旅行社办理。辦理結束後，旅行社會发給申請人入藏函，憑該入藏函才可購買進藏機票或車票。

## 文化传媒
《西藏旅游》杂志是由西藏自治区旅游局主管主办的一本旅游、时尚、文化类综合月刊，为读者介绍西藏地理文化、提供关于旅游方面的攻略和资讯。